# Lucie Zhang
Lucie Zhang ist eine französische Schauspielerin.

## Leben
Lucie Zhangs Muttersprachen sind Französisch und Chinesisch. Im Jahr 2017 nahm sie privaten Schauspielunterricht bei der in Frankreich lebenden chinesischen Schauspielerin Lan Qiu. Ab diesem Zeitpunkt begann Zhang auch in ersten Kurzfilmen aufzutreten. Ebenfalls im Jahr 2017 belegte sie bei einem im Fernsehen ausgestrahlten chinesischen Gesangswettbewerb in Paris den dritten Platz. 2018 folgte eine Tätigkeit als Hostess und Direktionsassistentin beim Pariser Festival du cinéma chinois.
Ihre weitere Schauspielausbildung führte Zhang an die private Schauspielschule Cours Florent (2019) sowie an die Pariser Kunsthochschule Conservatoire Municipal Francis Poulenc (2019–2020).
Einem größeren Publikum wurde Zhang durch ihre Verpflichtung in Jacques Audiards Spielfilm Wo in Paris die Sonne aufgeht (2021) bekannt. In dem Beziehungsdrama, das eine Einladung in den Wettbewerb des 74. Filmfestivals von Cannes erhielt, übernahm sie an der Seite von Makita Samba, Noémie Merlant und Jehnny Beth ihre erste Kinohauptrolle. Für diese Leistung erhielt sie bei der Verleihung der französischen Prix Lumières 2022 eine Nominierung als beste Nachwuchsdarstellerin.

## Filmografie (Auswahl)
- 2017: L’envol! (Kurzfilm)
- 2019: Fin de saison (Kurzfilm)
- 2019: Thaumatrope (Kurzfilm)
- 2019: Pion magique (Kurzfilm)
- 2021: Happy Night
- 2021: Wo in Paris die Sonne aufgeht (Les Olympiades)
- 2023: It’s Gonna Be Okay (Kurzfilm)
- 2023: Captives
- 2023: A Real Job (Un métier sérieux)
- 2024: 43° à l’ombre (Kurzfilm)
- 2025: Nervous Energy (Kurzfilm)
- 2025: Le Roi Soleil